# Jakub Lechowski
Jakub Lechowski (ur. 1927, zm. 19 grudnia 2012 w Radomsku) – polski artysta fotograf. Członek rzeczywisty i Artysta Fotoklubu Rzeczypospolitej Polskiej (AFRP). Członek założyciel i członek honorowy Towarzystwa Fotograficznego im. Edmunda Osterloffa w Radomsku.

## Życiorys
Jakub Lechowski mieszkał i pracował w Radomsku, był inicjatorem artystycznego ruchu fotograficznego w tym mieście, związany ze środowiskiem fotograficznym Radomska od 1956 roku. W tym czasie (1956) był inicjatorem i organizatorem pierwszej wystawy fotograficznej w tym mieście. W 1962 roku był współzałożycielem ówczesnego Towarzystwa Fotograficznego w Radomsku – obecnego Towarzystwa Fotograficznego im. Edmunda Osterloffa w Radomsku. Od 1967 roku do 1995 pełnił funkcję prezesa Zarządu TFimEOwR – w czasie późniejszym został jego członkiem honorowym.
Jakub Lechowski jest autorem i współautorem wielu wystaw fotograficznych; 8 indywidualnych oraz ok. 70 zbiorowych. Szczególne miejsce w jego twórczości zajmowała fotografia krajobrazowa, fotografia architektury – w zdecydowanej większości Radomska i jego okolicy oraz fotografia społeczna. Wielokrotnie publikował swoje fotografie (m.in.) w albumach, folderach, prasie i na widokówkach. Był członkiem jury w wielu ogólnopolskich konkursach fotograficznych. W 2002 roku obchodził 50. lecie swojej twórczości artystycznej i działalności fotograficznej.
W 2005 roku Jakub Lechowski został przyjęty w poczet członków rzeczywistych Fotoklubu Rzeczypospolitej Polskiej Stowarzyszenia Twórców. Decyzją Komisji Kwalifikacji Zawodowych Fotoklubu RP, otrzymał dyplom potwierdzający kwalifikacje do wykonywania zawodu artysty fotografa, fotografika (legitymacja nr 193).
Jakub Lechowski zmarł tragicznie – zatruty tlenkiem węgla w swoim mieszkaniu w Radomsku. Został pochowany na cmentarzu Starym w Radomsku.

## Odznaczenia
- Odznaka „Zasłużony Działacz Kultury”[3]
- Srebrny Medal „Zasłużony dla Fotografii Polskiej”[20]